# Русская Аларь
Русская Аларь — деревня в Черемховском районе Иркутской области России. Входит в состав Парфёновского муниципального образования. Находится примерно в 30 км к юго-западу от районного центра.

## Население
| 2002 | 2010 | 2011 | 2012 |
| ---- | ---- | ---- | ---- |
| 211  | ↘172 | ↘171 | ↘163 |